# کروتوشتسه
کروتوشتسه (به لهستانی:  Krotoszyce) یک روستا در لهستان است که در گمینا کروتوشتسه واقع شده‌است.